# Міхалін (Накельський повіт)
Міхалін (пол. Michalin) — село в Польщі, у гміні Накло-над-Нотецем Накельського повіту Куявсько-Поморського воєводства.
Населення — 126 осіб (2011).
У 1975-1998 роках село належало до Бидгощського воєводства.

## Демографія
Демографічна структура станом на 31 березня 2011 року:
|          | Загалом | Допрацездатний вік | Працездатний вік | Постпрацездатний вік |
| -------- | ------- | ------------------ | ---------------- | -------------------- |
| Чоловіки | 68      | 23                 | 42               | 3                    |
| Жінки    | 58      | 15                 | 36               | 7                    |
| Разом    | 126     | 38                 | 78               | 10                   |